# 浜風 (陽炎型駆逐艦)
浜風（はまかぜ）は、大日本帝国海軍の駆逐艦。艦名表記は、正しくは濱風である。一等駆逐艦陽炎型の13番艦である。艦名は初代「浜風」（磯風型駆逐艦）に続いて2代目。1941年(昭和16年)6月30日竣工。第17駆逐隊に所属した姉妹艦と太平洋戦争の主要な海戦に参加。戦艦「武蔵」「金剛」、空母「蒼龍」「飛鷹」「信濃」等、帝国海軍主要艦艇の沈没に多く遭遇し、その乗員を数多く救助した。1945年(昭和20年)4月7日、坊ノ岬沖海戦で米艦載機の空襲により沈没した。

## 艦歴

### 太平洋戦争緒戦
陽炎型駆逐艦13番艦「浜風」は、仮称第29号艦として浦賀船渠で1939年（昭和14年）11月20日起工。1940年（昭和15年）11月15日附で命名11月25日進水、1941年（昭和16年）6月30日に竣工、呉鎮守府籍に編入され、同日附で第17駆逐隊に加わる。
太平洋戦争開戦時、第17駆逐隊は第一水雷戦隊（司令官大森仙太郎少将：旗艦「阿武隈」）に所属し、南雲機動部隊の護衛艦として真珠湾攻撃に参加。その後も僚艦と共に空母機動部隊護衛のためラバウル攻略、ダーウィン空襲、ジャワ島攻略、セイロン沖海戦に従事した。3月6日、機動部隊司令長官南雲忠一中将は、第二航空戦隊（司令官山口多聞少将：空母蒼龍、飛龍）、第三戦隊第2小隊（3番艦榛名、4番艦金剛）、第17駆逐隊（谷風、浦風、浜風、磯風）の8隻で別働隊を編制、機動部隊本隊から分離して残敵掃蕩を命じた。3月7日早朝、空母2隻の護衛に第2小隊（浜風、磯風）を残し、「金剛」、「榛名」、「谷風」、「浦風」はクリスマス島艦砲射撃を実施した。4月、第17駆逐隊は第十戦隊に編入され、引き続き機動部隊護衛艦として行動した。
6月上旬、ミッドウェー作戦に参加。6月5日、米軍機動部隊艦載機SBDドーントレス急降下爆撃機の攻撃で主力空母4隻（赤城、加賀、蒼龍、飛龍）は被弾炎上する。「浜風」と「磯風」は空母「蒼龍」の救援を行い、沈没した同艦乗組員を救助した。

### ガダルカナル島の戦い
1942年（昭和17年）8月7日に米軍がガダルカナル島とフロリダ諸島に上陸してガダルカナル島の戦いがはじまると、「浜風」は8月8日に本土を出港。8月18日-19日、第4駆逐隊司令有賀幸作大佐指揮下の陽炎型6隻（嵐、萩風、陽炎、谷風、浦風、浜風）は、陸軍一木支隊先遣隊をトラック泊地からガ島へ輸送した。揚陸成功後、ポートモレスビー攻略にともなうニューギニア方面作戦に従事するため第17駆逐隊は「嵐」、「萩風」、「陽炎」をガダルカナル島に残し、ラバウルへ帰投した。なお「浜風」等が送り届けた一木清直大佐以下陸軍兵約900名は、17駆がラバウルに到着した8月21日、イル川渡河戦で全滅している。
8月17日附で、第17駆逐隊（谷風、浦風、浜風）は外南洋部隊護衛部隊（指揮官松山光治第十八戦隊司令官）に編入され、第十八戦隊（軽巡洋艦天龍、龍田）等と共に、ニューギニア島東部・ミルン湾のラビ攻略を目指すラビの戦いに加わった。8月24日朝、「天龍」、「龍田」、「谷風」、「浦風」、「浜風」および駆潜艇2隻は輸送船「南海丸」、「幾内丸」を護衛してラバウルを出撃し、連合軍機の空襲を受けつつ進撃した。25日夜、ミルン湾への上陸に成功するが、使用した海図が不正確だったため揚陸地点を間違え、上陸した海軍陸戦隊も陸上地図をもっておらず、窮地に陥る。第十八戦隊と第17駆逐隊は対地砲撃をおこなうが、無線での連絡も難しく、効果は不明だった。「龍田」と「浦風」が輸送船を護衛してラバウルへ帰投した後、「天龍」、「谷風」、「浜風」は引き続きミルン湾やラビ方面にあって対地支援を行う。日本側は泥濘と物量と連合軍航空攻撃により苦戦を強いられ、飛行場攻撃も失敗する。「天龍、谷風」がラバウルへ帰投した後、「浜風」は27日夜ミルン湾に突入して陸戦隊との信号連絡に努めたが、悪天候と視界不良のため失敗した。「浜風」は一旦ラバウルへ帰投した。
8月28日、外南洋部隊指揮官三川軍一第八艦隊司令長官は第十八戦隊を基幹としてラビ攻略部隊を編成、兵力を増強する。29日、「天龍」、「谷風」、「浦風」と海軍陸戦隊を乗せた駆逐艦「嵐」、「叢雲」、「弥生」および哨戒艇3隻がミルン湾に到着して上陸作戦を敢行する。だが夜襲攻撃に失敗し、対地砲撃で陸戦隊を支援するため「龍田」と「浜風」の派遣が決まる。2隻は8月31日夕刻にラバウルを出撃。途中で駆逐艦「嵐」（有賀司令）と哨戒艇2隻（安田部隊200名分乗）と合流すると、「浜風」は同部隊の護衛に加わった。このあと、ミルン湾に連合軍巡洋艦1・輸送船1入港の情報を得て「嵐」と「浜風」は同湾に突入したが、天候不良のため発見できず、陸戦隊との連絡にも失敗した。9月3日夜、「嵐」と「浜風」はようやく陸戦隊との連絡に成功。糧食や医薬品を陸上部隊に渡すと、ラビ方面を砲撃してラバウルへの帰途についた。
9月5日朝、ラビ攻略部隊指揮官松山少将（十八戦隊司令官）はラビ方面上陸部隊の全面撤収を決断、第八艦隊司令部も同意した。南東方面部隊や陸軍第十七軍もガダルカナル島方面の重要性が増したこともあってラビ攻略作戦中止に反対を唱えず、撤退作戦がはじまる。9月11日、救出作戦に従事していた駆逐艦「弥生」と「磯風」はラビ東方ノルマンビー島附近で空襲を受け、「弥生」が沈没した。同日夜「天龍」と「浜風」はラバウルを出撃し、12日に「弥生」沈没地点に到着して捜索を行うが、生存者を発見できなかった。「弥生」生存者は9月26日になって「磯風」と「望月」に救助されている。
東部ニューギニア方面の作戦が失敗に終わると、第17駆逐隊（谷風、浦風、浜風、磯風）はガダルカナル島の戦いに加わった。「浜風」は9月16日より、ガ島輸送に3回従事。10月下旬、南太平洋海戦に南雲機動部隊本隊（翔鶴、瑞鶴、瑞鳳）の直衛艦（熊野、雪風、天津風、時津風、初風、照月、嵐、舞風、浜風）として参加。11月7日、第4駆逐隊、第17駆逐隊、駆逐艦「秋雲」は空母「翔鶴」、「瑞鳳」、重巡洋艦「熊野」、「筑摩」等を護衛して日本本土に戻る。第17駆逐隊第2小隊（浜風、磯風）は空母「瑞鳳」と共に佐世保へ帰港し、佐世保工廠で修理。11月19日、第17駆逐隊第2小隊（浜風、磯風）は、竣工したばかりの軽巡洋艦「阿賀野」と共にトラック進出を下令される。
その頃の日本軍は、ニューギニア方面の作戦を進展させるため、ニューギニア島北岸のマダンとウェワクを占領して飛行場を設置し、ラエ（モロベ州州都）、サラモアに対する後方基地として強化することにした（「ム」号作戦）。だがポートモレスビーの連合軍基地から激しい空襲を受ける可能性があり、外南洋部隊指揮官三川軍一第八艦隊司令長官はウエワク攻略部隊の上空警戒のため、第二航空戦隊（司令官角田覚治少将：空母《隼鷹》）と護衛部隊（軽巡《阿賀野》、駆逐艦3隻《磯風、浜風、村雨》）を派遣した。
ウェワク攻略部隊（駆逐艦《巻雲、夕雲、風雲》、輸送船《清澄丸》）は12月16日12時ラバウルを出撃、マダン攻略部隊（軽巡《天龍》、駆逐艦《荒潮、涼風、磯波、電》、輸送船《愛国丸、護国丸》）は同日18時にラバウルを出撃した。母艦航空部隊（隼鷹、阿賀野、磯風、浜風、村雨）もトラック泊地を出撃、同部隊の援護を受けたウェワク攻略部隊は、特に大きな戦闘もなく18日夜にウェワク揚陸に成功した。一方、マダン攻略部隊は12月18日の空襲で「護国丸」が中破、米潜水艦の雷撃で「天龍」を喪失した。
1943年（昭和18年）2月上旬、第17駆逐隊（谷風、浦風、浜風、磯風）はケ号作戦に参加した。3月6日、「浜風」は駆逐艦「満潮」（前年11月13日第三次ソロモン海戦で損傷）を曳航し、「舞風」に護衛されながらトラック泊地を出発、サイパンを経由して日本本土へ向かった。約3か月間呉工廠で修理、整備、訓練を実施する。

### 太平洋戦争中盤の戦い
6月16日、第三戦隊（金剛、榛名）、第七戦隊（鈴谷、熊野）、第二航空戦隊（龍鳳）、第16駆逐隊「雪風」、第17駆逐隊各艦、秋月型「新月」等と横須賀を出港し、トラックへ進出した。6月22日、第十四戦隊（旗艦/那珂、五十鈴）、駆逐艦2隻（浜風、谷風）は第一次輸送部隊（横二特）としてナウルへ向かった。25日ナウル着後の「浜風」は第一次輸送部隊から分離され、26日着の第二次輸送部隊（長良、雪風）と合流しトラックへ戻った。
以降、「雪風」と「浜風」は外南洋部隊に編入され、ふたたびソロモン方面の戦闘や輸送作戦に参加する。7月5日のクラ湾夜戦では輸送隊（望月、三日月、浜風）として参加した。本海戦で旗艦「新月」が沈没、秋山輝男三水戦司令官以下司令部は全滅した。
7月12-13日のコロンバンガラ島沖海戦では、第二水雷戦隊司令官伊崎俊二少将（旗艦「神通」）指揮下の警戒隊（先頭より三日月、神通、雪風、浜風、清波、夕暮）として参加、米艦隊を撃退し輸送作戦も成功したが軽巡洋艦「神通」が沈没、伊崎司令官以下二水戦司令部は全滅した。
7月17日、第七戦隊（司令官西村祥治少将：旗艦「熊野」）指揮下の夜戦部隊（主隊《熊野、鈴谷、鳥海》・水雷戦隊《川内、雪風、浜風、清波、夕暮》・輸送隊《三日月、水無月、松風》）としてコロンバンガラ島へ進出するが米艦隊は出現せず、夜間空襲により重巡洋艦「熊野」損傷、駆逐艦「夕暮」と「清波」沈没という被害を受けた。
7月23日、「雪風」、「三日月」、「浜風」はコロンバンガラ島への輸送作戦に参加、米軍魚雷艇を撃退して揚陸をほぼ終えた。
8月17日、第三水雷戦隊司令官伊集院松治少将（旗艦「漣」）指揮下の夜戦部隊（漣、時雨、浜風、磯風）と共に第一次ベララベラ海戦に参加した。この海戦での損害は軽微だったが、米軍駆逐艦4隻にも損害はなく、輸送作戦も上手くいかなかった。8月22日より、駆逐艦「時雨」、「浜風」、「磯風」、「漣」は第七聯合特別陸戦隊（サンタイサベル島のレカタ撤退及びブイン転進作戦「E作戦」）に従事するが、米軍機の妨害により一時中止。8月25日からの第2次作戦では、陽動部隊（川内、漣、松風）の支援を受け、駆逐艦「浜風」、「磯風」、「時雨」で輸送作戦を再開、レカタ到着後陸戦隊の収容に成功する。帰路、米軍陸上爆撃機の断続的な空襲を受けて「浜風」は損傷、最大発揮速力18ノットとなる。ラバウルに帰着後、「浜風」は「時雨、磯風」と別れ、日本本土へ回航された。9月21日に呉に帰港、10月20日まで呉工廠で修理する。11月3日、長浜を出港し、以降はトラック方面で護衛に従事した。12月21日、米潜水艦に撃沈された輸送船「照川丸」救援のため、軽巡洋艦「能代」、駆逐艦「浜風」、「電」、「響」でトラックを出発し、「満潮」等と合流して「照川丸」生存者を救助した。

### 太平洋戦争終盤の戦い
1944年（昭和19年）2月1日にリンガ泊地に進出し訓練に参加。3月サイパン、タラカンへの船団護衛。

6月中旬、マリアナ沖海戦に参加。6月14日、駆逐艦「浜風」、「時雨」、「白露」、「響」、「秋霜」で燃料補給部隊を護衛中、「白露」がタンカー「清洋丸」と衝突して爆沈し、「浜風」は「白露」乗組員の救助を行った。19-20日、「浜風」と「時雨」は燃料補給部隊から分離し、小沢機動部隊乙部隊（第二航空戦隊：空母隼鷹・飛鷹・龍鳳、戦艦長門等）に所属して米軍機と交戦する。20日、空母「飛鷹」が米軍機の攻撃で撃沈され、乗組員を救助した。戦闘終了後、燃料不足のため駆逐艦「満潮」、「秋霜」、「早霜」、「時雨」と共に艦隊主力から分離し、先行して帰投した。
7月リンガ泊地に再度進出。9月下旬、第17駆逐隊（浦風、雪風、浜風、磯風）は第二戦隊（司令官西村祥治少将）の戦艦「扶桑」、「山城」のリンガ泊地進出を護衛する。10月下旬、第17駆逐隊は栗田艦隊に所属しレイテ沖海戦に参加した。「浜風」は第三戦隊戦艦「金剛」を中心とした輪形陣の左側に配置され、10月24日のシブヤン海海戦を戦う。15時5分、至近弾と小型爆弾2発命中により第二缶室で火災発生。15時26分鎮火に成功したが、最大発揮速力28ノットとなり、戦死1名、重軽傷者16名を出す。同じく損傷した駆逐艦「清霜」と共に栗田長官から大破した戦艦「武蔵」を護衛するよう命ぜられる。「武蔵」の沈没を19時35分に目撃した。武蔵生存者の救助に従事した「浜風」は約800名を救助した。「浜風」と「清霜」は合計1423名（重傷58名）を乗艦させ、マニラへ避退した。
11月16日に第17駆逐隊は戦艦「大和」、「長門」、「金剛」と軽巡洋艦「矢矧」を護衛してブルネイを出発し、日本本土へ向かう。北上中の11月21日、戦艦「金剛」と第17駆逐隊司令駆逐艦「浦風」を米潜水艦「シーライオン」の襲撃で失った。「浜風」と「磯風」は「金剛」生存者237名を救助した。「浜風」は「浦風」の沈没により、第17駆逐隊司令艦となった。その後「長門」を護衛して横須賀港へ入港。折り返して28日、空母「信濃」を護衛して横須賀を出航し、呉に向かう。29日、米潜水艦「アーチャーフィッシュ」の雷撃により「信濃」が沈没。「浜風」、「雪風」、「磯風」は「信濃」生存者1400名を救助した。11月30日、呉に到着した。
12月29日門司を出港、第17駆逐隊（雪風、浜風、磯風）及び「時雨」は、高雄経由シンガポール行きのヒ87船団および同行する空母「龍鳳」の護衛を行った。30日、「雪風」は機関故障により呉に戻り、「浜風」は第17駆逐隊司令艦となった。1945年（昭和20年）1月7日、「龍鳳」を無事に台湾の基隆市に送り届けた。翌8日、台湾の中港泊地で濃霧のなか1万トン級タンカー「海邦丸」と衝突。双方の損傷は軽微だったが、船団は翌日以降の艦載機襲撃で壊滅した。この損傷により司令艦は「磯風」に変更となった。「浜風」は船団及び「磯風」と分離して馬公へ入港すると修理にあたり、1月25日呉に帰港した。
1945年（昭和20年）3月26日に天一号作戦が発動されると、「浜風」は戦艦「大和」や第二水雷戦隊各艦と共に呉を出航し、宇部沖で待機した。4月6日、徳山沖に待機していた「大和」と合流。15時16分、出航した。4月7日、戦艦「大和」および第二水雷戦隊（旗艦矢矧、第17駆逐隊《磯風、浜風、雪風》、第21駆逐隊《朝霜、霞、初霜》、第41駆逐隊《冬月、涼月》）は坊ノ岬沖海戦に参加する。第一次空襲の最中にあたる12時45分、船体後部に爆弾が命中し航行不能。その後魚雷が右舷船体中央部に命中し、艦は前後に分断されて12時48分に沈没した。100名が戦死、艦長以下256名が救助された。（北緯30度47分 東経128度08分 / 北緯30.783度 東経128.133度）。「浜風」の轟沈は海戦に参加した多くの海戦参加将兵に目撃され、彼らの手記で取り上げられている。吉田満（戦艦大和乗組員）は、浜風先任将校の証言を以下のように記述している。
6月10日、駆逐艦「浜風（濱風）」は
第17駆逐隊、
帝国駆逐艦籍、
不知火型駆逐艦
のそれぞれから除籍された。

## 歴代艦長
艤装員長
1. 折田常雄 中佐：1940年11月28日[69] - 1941年6月30日[70]

駆逐艦長
1. 折田常雄 中佐：1941年6月30日[70] - 1942年7月20日[71]
2. 上井宏 少佐/中佐：1942年7月20日[71] - 1943年9月20日[72]
3. 前川萬衛 少佐/中佐：1943年9月20日[72] - 1945年4月15日[73]